# Mimocoptosia luteovittigera
Mimocoptosia luteovittigera – gatunek chrząszcza z rodziny kózkowatych i podrodziny zgrzypikowych. Jedyny przedstawiciel rodzaju Mimocoptosia.

## Zasięg występowania
Gatunek ten występuje w Turcji oraz Iranie.